# Synema flavum
Synema flavum är en spindelart som beskrevs av Dahl 1907. Synema flavum ingår i släktet Synema och familjen krabbspindlar. Inga underarter finns listade i Catalogue of Life.